# CIB1
La proteína 1 de unión a calcio e integrina (CIB1) es una proteína codificada en humanos por el gen cib1.
Esta proteína pertenece a la familia de proteínas que unen calcio. La función específica de CIB1 no ha sido aún determinada; sin embargo, esta proteína es conocida por su capacidad de interaccionar con proteínas quinasas dependientes de ADN, con lo que podría jugar un importante papel en la regulación quinasa-fosfatasa del extremo del ADN. Esta proteína también interacciona con la integrina alfa (IIb) beta (3), que podría implicar a esta proteína como molécula reguladora de alfa (IIb) beta (3).

## Interacciones
La proteína CIB1 ha demostrado ser capaz de interaccionar con:
- RAC3[4]
- PSEN2[5]
- DNA-PKcs[6]
- UBR5[7]
- CD61[1]